# Virginio De Paoli
Virginio De Paoli (Certosa di Pavia, 22 giugno 1938 – Brescia, 24 agosto 2009) è stato un calciatore italiano, di ruolo attaccante.

## Carriera

### Giocatore

#### Club
Centravanti cresciuto nell'Isola Fiore di Pavia, passa quindi alle giovanili del Milan, club che lo manda in prestito prima alla Novese e poi al Varese, cedendolo infine al Pisa dove è suo malgrado protagonista di un «giallo» di mercato: nell'estate del 1961, infatti, la proprietà del cartellino di De Paoli, in compartecipazione fra i nerazzurri e il Venezia, viene decisa alle buste; i toscani tuttavia vengono a conoscenza della somma stabilita dai veneti e offrono la stessa cifra maggiorandola di 10 lire, beffando i concorrenti. Il Pisa cederà quindi De Paoli al Brescia nella stessa estate.

De Paoli, alla Juventus, anticipato dal portiere cagliaritano Reginato nella sfida del 13 novembre 1966.

Con la maglia delle rondinelle ha segnato 102 reti in 260 gare di campionato fra Serie A e Serie B, secondo cannoniere di tutti i tempi della squadra lombarda dietro ad Andrea Caracciolo, raggiungendo due promozioni nella massima serie, nelle annate 1964-1965 e 1968-1969, e laureandosi in entrambe le occasioni capocannoniere del torneo, ultimo calciatore in ordine cronologico ad aver bissato tale titolo fra i cadetti.
Passa poi alla Juventus con la quale vince il campionato 1966-1967, quello che per i bianconeri è il tredicesimo scudetto, rimasto nella memoria collettiva per il sorpasso all'ultima giornata su una Grande Inter al tramonto. Nel suo biennio a Torino è il centravanti titolare della «squadra operaia» tutta movimiento allenata da Heriberto Herrera, con cui nel 1968 raggiunge anche la semifinale di Coppa dei Campioni, prima di tornare a Brescia dove conclude la carriera nel 1972.

#### Nazionale
A livello di squadra nazionale, De Paoli era stato inserito nella rosa dei 22 giocatori che, nel settembre 1964, si stavano preparando per la partecipazione ai Giochi Olimpici di Tokyo, poi non effettuata per l'imputazione di professionismo rivolta ad alcuni componenti da parte del C.I.O. (Comitato Olimpico Internazionale), benché essi fossero formalmente in regola con le norme della F.I.F.A.
Ha disputato 3 partite in Nazionale (la prima quando giocava ancora in serie B), segnando nel novembre del 1966 un gol a Napoli in Italia-Romania, vinta per 3-1 dagli azzurri e valida per le qualificazioni al campionato europeo di calcio 1968 che gli azzurri avrebbero poi vinto in casa.

### Dopo il ritiro
Nelle annate 1974-1975 e 1975-1976 ha guidato la formazione sarda del Tharros, in Serie D, non riuscendo, nella seconda stagione, a evitare la retrocessione nel campionato di Promozione. Ritiratosi dal mondo del calcio, inizia la carriera di opinionista televisivo per le emittenti locali bresciane Teletutto e Retebrescia.
All'età di settantuno anni, dopo una lunga malattia, si spegne il 24 agosto 2009 a Brescia. Nel 2011, nel centenario di fondazione del club, il Brescia gli ha dedicato una lapide commemorativa all'ingresso dello stadio, in compagnia dei giornalisti Gino Cavagnini e Giorgio Sbaraini, che di Gigi De Paoli hanno cantato le gesta. Il figlio Massimo è tutt'oggi dirigente del club bresciano.

## Statistiche

### Cronologia presenze e reti in nazionale
| Cronologia completa delle presenze e delle reti in nazionale ― Italia | Cronologia completa delle presenze e delle reti in nazionale ― Italia | Cronologia completa delle presenze e delle reti in nazionale ― Italia | Cronologia completa delle presenze e delle reti in nazionale ― Italia | Cronologia completa delle presenze e delle reti in nazionale ― Italia | Cronologia completa delle presenze e delle reti in nazionale ― Italia | Cronologia completa delle presenze e delle reti in nazionale ― Italia | Cronologia completa delle presenze e delle reti in nazionale ― Italia |
| Data                                                                  | Città                                                                 | In casa                                                               | Risultato                                                             | Ospiti                                                                | Competizione                                                          | Reti                                                                  | Note                                                                  |
| --------------------------------------------------------------------- | --------------------------------------------------------------------- | --------------------------------------------------------------------- | --------------------------------------------------------------------- | --------------------------------------------------------------------- | --------------------------------------------------------------------- | --------------------------------------------------------------------- | --------------------------------------------------------------------- |
| 18-6-1966                                                             | Milano                                                                | Italia                                                                | 1 – 0                                                                 | Austria                                                               | Amichevole                                                            | -                                                                     | 46’                                                                   |
| 1-11-1966                                                             | Milano                                                                | Italia                                                                | 1 – 0                                                                 | Unione Sovietica                                                      | Amichevole                                                            | -                                                                     |                                                                       |
| 26-11-1966                                                            | Napoli                                                                | Italia                                                                | 3 – 1                                                                 | Romania                                                               | Qual. Euro 1968                                                       | 1                                                                     |                                                                       |
| Totale                                                                |                                                                       | Presenze                                                              | 3                                                                     |                                                                       | Reti                                                                  | 1                                                                     |                                                                       |

## Palmarès

### Giocatore

#### Club
- Campionato italiano di Serie B: 2

Venezia: 1960-1961
Brescia: 1964-1965
- Campionato italiano: 1

Juventus: 1966-1967

#### Individuale
- Capocannoniere della Serie B: 2

1964-1965 (20 gol), 1968-1969 (18 gol)